# Axel Hagemann
Axel Otto Christian Hagemann, född 4 maj 1856 i Øyestad, Nedenes amt, död 1 september 1907 nära Kristiania, var en norsk skogsman.
Hagemann blev student 1874, genomgick 1876–1878 Skogsinstitutet i Stockholm och var 1881–1887 skogsförvaltare i Saltdal, 1887–1896 forstassistent i Alta, 1896–1900 skogsförvaltare i Vestfinnmark, senare skogsinspektör i nordlandska skogsdistriktet. I Alten deltog han i det kommunala och politiska livet och var 1895–1897 en av Høyres representanter i Stortinget för Finmarkens amt.